# Бремер, Ульрика Фредрика
Ульрика Бремер (швед. Ulrika Fredrika Bremer, 24 апреля 1746 — 1 апреля 1798) — шведская предпринимательница.

## Биография
Ульрика Салониус родилась в Обу в 1746 г. Её родителями были судья Эрик Густав Салониус и Хедвига Магдалена Виттфут.
В 1767 г. Ульрика вышла замуж. Её мужем стал Якоб Бремер — один из процветающих купцов и судовладельцев Обу, к тому времени овдовевший и имевший пятерых детей. Якоб Бремер был совладельцем сахарного завода в Обу, двух табачных фабрик, мастерской по производству парусов, бумажной фабрики, стекольного и кирпичного завода, лесопилок, а также имел долю в Шведской Ост-Индской Компании. У него имелась коммерческая недвижимость, поместья, он поставлял в шведскую армию лошадей и потому пользовался налоговыми льготами. Их брак продлился 18 лет, Ульрика родила сына Карла Фредрика Бремера и дочь Агату .
В 1785 г. Якоб Бремер умер, и 39-летняя Ульрика Бремер унаследовала его состояние и взяла на себя управление бизнесом, поскольку особой помощи сыновья Якоба от первого брака и её сын оказать не могли. Ульрика успешно управляла перешедшими в её собственность торговыми кораблями, а также заводами и фабриками, полностью выкупив стекольный завод у совладельца. Благодаря ей бизнес до самой её смерти в 1798 г. был весьма прибыльным, и Хенрик Габриэль Портан, профессор Королевской академии в Обо, в своих письмах к Матиусу Лагусу восторженно писал, что за 13 лет своей деятельности Ульрика Бремер преумножила своё состояние до полутора миллионов серебряных далеров.
Кроме бизнеса Ульрика занималась также благотворительностью: выплачивала некоторым студентам Университета Обу стипендию, финансировала больницу, делала пожертвования в пользу вдов и сирот. Благодаря этому Ульрика стала одной из публичных фигур Обу.
После смерти Ульрики в 1798 г. состояние Бремеров унаследовал её сын Карл, но он не справился с ведением бизнеса, через несколько лет продал все предприятия матери и уехал в Стокгольм.